# Bunkermuseer i Danmark
Der er flere Bunkermuseer i Danmark, der beskæftiger sig med besættelsen af Danmark under anden verdenskrig:
- Koldkrigsbunker Kerteminde.Hemmelig kommandocentral.
- Bunkermuseet – beliggende på Bangsbofortet ved Frederikshavn
- Bunkermuseet Hirtshals – Danmarks eneste komplette anlæg fra 2. Verdenskrig
- Frihedsmuseet i Skanderborg – to bunkere indrettet som museum
- Bunkermuseet ved Ollerup Gymnastikhøjskole – en enkelt bunker drevet som museum af frivillige
- Besættelsesmuseum Fyn. Bunker og Museum
- Museumscenter Hanstholm – Danmarks største bunkermuseum
- Oddesund kutter- og bunkermuseum – beliggende ved Oddesundbroen
- Odense Bunkermuseum - en af Odenses bedst bevarede hemmeligheder
- Silkeborg Bunker Museum – beliggende ved Silkeborg Bad i Silkeborg
- Skagen Bunker Museum
- Tarp Bunkermuseum
- Tirpitz-stillingen – museum i Blåvand vest for Varde
- Vandel Bunker-Museum – beliggende på den nedlagte Flyvestation Vandel